# GIV-5512
La GIV-5512 és una curta carretera antigament anomenada provincial, actualment gestionada per la Generalitat de Catalunya. Les lletres GI corresponen a la demarcació territorial de Girona i la V al seu antic caràcter de veïnal. Discorre íntegrament pel terme de Santa Coloma de Farners, a la comarca de la Selva, on té el nom de Carretera del Balneari. S'hi troba l'estació d'autobusos de Santa Coloma.
Té l'origen a la Plaça de Sant Sebastià, al centre de la vila de Santa Coloma de Farners, des d'on surt cap a migdia, travessa tot el sector sud-est de la vila, i emprèn cap al sud-est per tal d'arribar en un quilòmetre i mig a les Termes Orion.
El novembre 2018 va ser tallada per les obstacle que aigua alta hi havia portats.